# 吉岡繁
吉岡 繁（よしおか しげる、1923年11月1日 - 2017年1月26日）は、日本の牧師、実践神学者。日本キリスト改革派仙台教会牧師と日本キリスト改革派神学校校長を務める。
日本キリスト教団牧師・松尾造酒蔵は実父。双恵学園の創設者・松尾武は叔父にあたる。

## 来歴
神奈川県横浜市に生まれる。松尾造酒蔵と、妻・きくの次男だった。旧制静岡高等学校（1940年入学）を経て、1943年に東京帝国大学文学部に入学した。しかし、その年に学徒出陣の対象となり、10月21日の「出陣学徒壮行会」では明治神宮外苑競技場を行進した。同年、吉岡家（千代）の養子となる。吉岡千代の夫・愛（めぐむ）の父は吉岡弘毅で、三男が信時潔であった。
復員後、1948年に東京大学文学部国史学科を卒業する。学士論文は、「プロテスタント信仰の我が国への移植－横浜公会の成立－」。
1953年米ウェストミンスター神学校卒業M.D。教授陣としてヴァンティル、R.B.カイパー、ストーンハウスなどがいた。同年帰国し、日本キリスト改革派仙台教会牧師に就任する。その後、東北大学大学院（実践哲学専攻）に入学し、1963年に修士論文「米国新正統主義・神学における啓示と理性の関係について（特にラインホルド・ニーバーの場合）」、1965年に博士論文「Paul Tillichにおける諸宗教の出会い」（下書き）を書き上げる。
大会議長となり、20周年宣言を起草する。1967年、神戸改革派神学校校長に就任した（実践神学）。8年間勤務し、1975年に日本キリスト改革派仙台教会牧師に再び就任。1993年同教会を70歳で定年退職。その後、自由伝道師として様々なところで伝道活動を行う。
2017年1月26日、93歳で死去した。

## 著書

### 単著
- 『聖書信仰』宣教百年記念聖書信仰運動、1959年
- 『教会の政治』小峯書店、1972年
- 『キリスト教会の礼拝』小峯書店〈ベスト・ポケット・ライブラリー〉、1972年
- 『教会の政治 キリスト教会の礼拝』一麦出版社、2018年（上記2冊の合本再刊）
- 『実践的伝道論研究』新教出版社、1996年
- 『緑のまきば』つのぶえ社、2004年
- 『改革派説教学ノート』新教出版社、2006年
- 『昭和キリスト教受難回想記』私家版、2009年
- 『汲めど尽きせぬ泉 吉岡繁礼拝説教集』一麦出版社、2023年

### 編著
- 『改革派教会とは？その信仰』基督改革派日本伝道会、1955年
- グレシャム・メイチェン（著）角田桂獄（訳）『神と人間 キリスト教の人間観』聖書図書刊行会、1963年
- 西村徳次郎『昭和キリスト教受難回想記』聖恵印刷所、2009年

### 訳書
- グレシャム・メイチェン『キリスト教とは何か リベラリズムとの対決』聖書図書刊行会、1976年
- ジャン・カルヴァン（著）ヘンリー・バンアンデル（編）『キリスト者の生活綱要』つのぶえ社、1983年

### 寄稿
- 東大十八史会（編）『学徒出陣の記録―あるグループの戦争体験』中央公論社〈中公新書〉、1968年
- 東大十八史会（編）『学徒出陣から五十年』揺籃社、1993年
- 「『海ゆかば』とキリスト教信仰」新保祐司（編）『「海行かば」の昭和』イプシロン企画出版、2006年